# سیارک ۲۹۶۱۳
سیارک ۲۹۶۱۳ (به انگلیسی: 29613 Charlespicard، نامگذاری:1998SB2) بیست و نه هزار و ششصد و سیزدهمین سیارک کشف شده‌است که در ۱۶ سپتامبر ۱۹۹۸ کشف شد.